# Paris (1929)
Paris é um filme de comédia musical produzido nos Estados Unidos, dirigido por Clarence G. Badger e lançado em 1929.